# 정체성주의

정체성주의의 상징으로 주로 사용되는 람다. "동양적 전제국가" 페르시아로부터 유럽 세계를 수호해낸 테르모필레 전투에서 옥쇄한 스파르타 호플리테스의 방패를 형상화한 것이다.

정체성주의(영어: Identitarianism)는 유럽에서 나타나고 있는 범유럽주의적 국민주의, 극우 이념이다. 프랑스의 정체성당이 이념적 시초로, 정체성당의 청년단체인 "정체성 세대(Génération identitaire)"를 통해 21세기 초 유럽 각국에 퍼져나갔다. 철학적으로는 근대 독일철학에 존재론적 근거를 두고 있으며, 1960년대부터 알랭 드 베누아, 도미니크 베네르, 기욤 파이, 르노 카뮈 등이 이론화 작업을 해서 이들이 대개 이념의 지적 지도자들로 여겨진다.
정체성주의는 특정 집단의 사람들에게는 특정한 존재양식이 관습적으로 타당하다고 주장하는데, 전간기 독일 보수혁명의 주장이 유럽 신우파를 거쳐 배양되어 계승된 것이다.  정체성주의는 범유럽 국민주의, 지역주의, 민족다원주의, 이민자의 본국송환을 지지하고, 세계화, 다문화주의, 이슬람화, 외부로부터 유럽으로의 이민에 반대한다. 신우파 메타정치의 영향을 받아 정체성주의는 선거를 통한 직접적 정치적 승리를 추구하지 않고, 대신 자신들의 사상을 대중과 문화에 만연시켜 문화패권을 획득하고자 한다.